# Necroshine
Necroshine è il decimo album del gruppo musicale thrash metal statunitense Overkill, pubblicato nel 1999 dalla CMC International.
Fu l'ultimo album registrato completamente con il chitarrista Sebastian Marino, che lasciò la band dopo le registrazioni per problemi famigliari.
Le parti di voce femminile udibili nelle tracce Let Us Prey e Revelation sono quelle della sorella del vocalist della band.

## Tracce
1. Necroshine – 6:03
2. My December – 5:01
3. Let Us Prey – 6:40
4. 80 Cycles – 5:50
5. Revelation – 4:39
6. Stone Cold Jesus – 5:19
7. Forked Tongue Kiss – 4:02
8. I Am Fear – 4:30
9. Black Line – 4:43
10. Dead Man – 4:16

## Formazione
- Bobby Ellsworth – voce
- Joe Comeau – chitarra, voce
- Sebastian Marino – chitarra
- D.D. Verni – basso
- Tim Mallare – batteria